# Rakel (Vorname)
Rakel ist ein weiblicher Vorname.

## Herkunft und Bedeutung
Der Name ist skandinavische Variante von Rachel.

## Bekannte Namensträgerinnen
- Rakel Dögg Bragadóttir (* 1986), isländische Handballspielerin und -trainerin
- Rakel Helmsdal (* 1966), färöische Schriftstellerin und Betreiberin eines Marionettentheaters
- Rakel Hönnudóttir (* 1988), isländische Fußballspielerin
- Rakel Liehu (* 1939), finnische Schriftstellerin
- Rakel Logadóttir (* 1981), isländische Fußballspielerin
- Rakel Seweriin (1906–1995), norwegische Politikerin
- Rakel Surlien (* 1944), norwegische Politikerin
- Rakel Wahl (1921–2005), norwegische Skilangläuferin